# Тапакуло каштановий
Тапакуло каштановий (Liosceles thoracicus) — вид горобцеподібних птахів родини галітових (Rhinocryptidae).

## Поширення
Він поширений по всій Амазонії в центральній і західній частині Бразилії, південно-східній Колумбії, на сході Еквадору, а також на сході та південному сході Перу. Мешкає на землі або поблизу неї, як правило, біля повалених дерев, у внутрішніх районах тропічних вологих лісів на висоті до 600 м.

## Опис
Його довжина становить близько 19 см, а вага — від 39 до 42 г. Голова і шия сіруваті з вузькою білою надбрівною смужкою; над ним червонувата, крила криють жовтувато-коричневими плямами. Горло і груди білі з червоно-помаранчевою плямою на грудях; боки і черевце чорнуваті, коричневі та білі.

## Спосіб життя
Трапляється поодиноко, гуляючи по лісовій підстилці, зазвичай в густій рослинності, часто перестрибуючи через повалені колоди. Харчується переважно наземними клопами.

## Підвиди
- Liosceles thoracicus dugandi Meyer de Schauensee, 1950 — південно-східна Колумбія та західна Бразилія у верхів'ї Амазонки;
- Liosceles thoracicus erithacus P.L. Sclater, 1890 — від східного Еквадору на південь до східного Перу;
- Liosceles thoracicus thoracicus (P.L. Sclater, 1865) — центральна та західна частина бразильської Амазонії.